# 347 v. Chr.
Portal Geschichte | Portal Biografien | Aktuelle Ereignisse | Jahreskalender | Tagesartikel

◄ |
5. Jahrhundert v. Chr. |
4. Jahrhundert v. Chr. |
3. Jahrhundert v. Chr. |
►

◄ | 360er v. Chr. | 350er v. Chr. | 340er v. Chr. | 330er v. Chr. |
320er v. Chr. |
►

◄◄ | ◄ | 350 v. Chr. | 349 v. Chr. | 348 v. Chr. | 347 v. Chr. |
346 v. Chr. |
345 v. Chr. |
344 v. Chr. |
► |
►►

## Ereignisse

### Politik und Weltgeschehen
- Römische Konsuln sind C. Plautius Venno und T. Manlius Imperiosus Torquatus.
- Athen schickt eine Gesandtschaft unter Aischines zu Philipp II. von Makedonien, um einen Frieden auszuhandeln.
- In Syrakus gelingt dem exilierten Tyrannen Dionysios II. die Rückkehr und Wiedererlangung der Herrschaft.

### Wissenschaft und Technik
- Speusippos, ein Neffe Platons, wird nach dessen Tod bis zum Ende seines Lebens Haupt (Scholarch) der Älteren Akademie in Athen.
- Aristoteles verlässt die Platonische Akademie nach dem Tod Platons und zieht für zwei Jahre nach Kleinasien zu Hermias in Atarneus.

## Gestorben
- Apollokrates, Politiker aus Syrakus (* um 375 v. Chr.)
- Hagnodoros, attischer Bürger (* 428 oder 427 v. Chr.)
- oder 355 v. Chr.: Eudoxos von Knidos, griechischer Gelehrter (* 410 oder 408 v. Chr.)
- oder 348 v. Chr.: Platon, griechischer Philosoph (* ca. 427 v. Chr.)